# 웅승
웅승(熊勝)은 중국 초나라의 제4대 군주이다. 웅단의 아들이다. 아들인 웅양이 뒤를 이었다.
| 전 임 아버지 웅단 | 제4대 초나라의 군주 | 후 임 아들 웅양 |